# Destiny -The Lovers-
"Destiny -The Lovers-" é um single da banda japonesa de power metal sinfônico Versailles, lançado em 27 de outubro de 2010.
Foi lançado em três versões: a edição regular, que inclui apenas três faixas, a edição limitada A, que inclui três faixas e seis videoclipes e a edição limitada B, que inclui três faixas e o videoclipe de "Destiny -The Lovers-".

## Recepção
Alcançou a décima sétima posição nas paradas da Oricon.

## Faixas
| Edição regular |                        |         |  |
| N.º            | Título                 | Duração |  |
| 1.             | "Destiny -The Lovers-" |         |  |
| 2.             | "Glowing Butterfly"    |         |  |
| 3.             | "Libido"               |         |  |

| Edição limitada A |                                                                     |         |  |
| N.º               | Título                                                              | Duração |  |
| 1.                | "Destiny -The Lovers-"                                              |         |  |
| 2.                | "Glowing Butterfly"                                                 |         |  |
| 3.                | "Libido"                                                            |         |  |
| 4.                | "Ai to Kanashimi no Nocturne (愛と哀しみのノクターン)" (Videoclipe) |         |  |
| 5.                | "Amorphous" (Videoclipe)                                            |         |  |
| 6.                | "Gekkakou (月下香)" (Videoclipe)                                    |         |  |
| 7.                | "Serenade" (Videoclipe)                                             |         |  |
| 8.                | "Ascendead Master" (Videoclipe)                                     |         |  |
| 9.                | "God Palace" (Videoclipe)                                           |         |  |

| Edição limitada B |                                     |         |  |
| N.º               | Título                              | Duração |  |
| 1.                | "Destiny -The Lovers-"              |         |  |
| 2.                | "Glowing Butterfly"                 |         |  |
| 3.                | "Libido"                            |         |  |
| 4.                | "Destiny -The Lovers-" (Videoclipe) |         |  |

## Ficha técnica

### Versailles
- Kamijo - vocal principal
- Hizaki - guitarra
- Teru - guitarra
- Masashi - baixo
- Yuki - bateria